# Ernests Gulbis
Ernests Gulbis (* 30. August 1988 in Riga, Lettische SSR, Sowjetunion) ist ein lettischer Tennisspieler.

## Privates
Gulbis kommt aus einer wohlhabenden lettischen Familie. Sein Vater Ainārs ist Geschäftsmann und seine Mutter Milēna Schauspielerin. Ernests trat als Kind zusammen mit ihr in einer lettischen Fernsehserie auf, bei der sein Großvater mütterlicherseits, Uldis Pūcītis – er gilt als Lettlands größter Film- und Theaterschaffender – Regie führte. Die Familie ist darüber hinaus sehr sportlich. Sein Vater war, wie sein Großvater Alvils Gulbis, Basketballspieler. Sein Großvater konnte mit ASK Riga den Gewinn des europäischen Landesmeisterpokals feiern.
Gulbis hat insgesamt vier Geschwister. Zwei seiner jüngeren Schwestern, Laura und Monika, spielen ebenfalls Tennis.
Am 3. November 2017 heiratete Gulbis seine Freundin Tamara. Im März 2018 wurden sie Eltern eines Kindes.
Aufgrund seines Spielstils und Auftreten auf und neben dem Platz wurde er schon oft mit dem früheren Weltranglistenersten Marat Safin verglichen.

## Karriere

### Jugend
Gulbis wurde ab dem Alter von 12 vom ehemaligen Davis-Cup-Teamchef der deutschen Mannschaft, Nikola Pilić, in seiner Tennisakademie in München trainiert. 2004 wurde er Profi und spielte seine ersten Futureturniere, ein Jahr später konnte er bereits seinen ersten Turniersieg auf dieser Ebene in Friedberg feiern und war zum ersten Mal für Lettland im Davis Cup im Einsatz. Zu dieser Zeit lag das Tennisbudget des lettischen Tennisverbands bei gerade mal 7.000 Euro.

### 2006–2009
2006 schaffte er in Eckental seinen ersten Challengerturniersieg und machte das erste Mal auf sich aufmerksam, indem er das Halbfinale des ATP-Turniers in St. Petersburg erreichte. Mit einer Wildcard führte sein Weg ins Halbfinale über drei tschechische Spieler (Robin Vik, Lukáš Dlouhý und Jan Hernych); dort musste er sich Mario Ančić geschlagen geben. Dieses Ergebnis führte ihn von Platz 204 auf 156.
Nach zwei Challengerturniersiegen zu Beginn des Jahres 2007 war er erstmals in den Top 100 der ATP-Rangliste zu finden. Danach versuchte sich Gulbis vermehrt bei ATP-Turnieren, kam aber selten über die erste Runde hinaus. Bei den US Open zeigte er sein Talent und erreichte nach einem Dreisatzsieg gegen den damaligen Top-10-Spieler Tommy Robredo das Achtelfinale, das er gegen Carlos Moyá in vier Sätzen verlor.
2008 war dann der Durchbruch für Gulbis. Er erreichte regelmäßig die zweite Runde bei den ATP-Turnieren und hatte zum Ende des Jahres eine positive Bilanz (24:22). Größter Erfolg in diesem Jahr waren zweifelsohne das Erreichen des Viertelfinales bei den French Open und sein erster Turniersieg auf der ATP Tour im Doppel mit Rainer Schüttler in Houston.
2009 erlebte die Karriere von Gulbis eine erste Stagnation. Er reiste monatelang ohne Coach, nachdem er sich Anfang des Jahres vom Österreicher Karl Heinz Wetter getrennt hatte. 13 Erstrundenniederlagen verursachten einen Rückfall in der Rangliste von Platz 53 auf 90 und das obwohl er in seinem ersten Spiel in Brisbane noch seinen früheren Trainingspartner und damaligen Weltranglistendritten Novak Đoković schlagen konnte. Trotzdem konnte er im Doppel mit Dmitri Tursunow in Indianapolis seinen zweiten Turniersieg feiern. Einen Aufschwung gab es erst mit dem Engagement des Argentiniers Hernán Gumy nach den US Open. Der ehemalige Profi war der letzte Coach von Marat Safin, der ihn an seinen Freund Gulbis vermittelte.

### 2010–2011
Im Februar 2010 gewann er seinen ersten Titel auf der ATP World Tour in Delray Beach, wo er den an Nr. 2 gesetzten Kroaten Ivo Karlović in 2 Sätzen mit 6:2 und 6:3 besiegte. Damit ist er der erste Lette, der einen Titel auf der ATP Tour gewinnen konnte. Für eine Überraschung sorgte Gulbis beim Masters in Rom, wo er in der zweiten Runde Roger Federer besiegte und sich erst im Halbfinale knapp dem späteren Sieger Rafael Nadal geschlagen geben musste. Eine Woche später jedoch verlor er beim Madrid Masters im Viertelfinale gegen Federer. Diese guten Leistungen schlugen sich im Ranking nieder und Gulbis zog erstmals in die Top 30 ein. Auf Grund seiner Performance während der Sandplatzsaison waren die Erwartungen für die French Open sehr groß, allerdings musste Gulbis schon in der ersten Runde gegen Julien Benneteau verletzungsbedingt aufgeben. Diese Verletzung zwang ihn auch, die gesamte Rasensaison inklusive Wimbledon auszulassen. Erst in Los Angeles während der nordamerikanischen Hartplatzsaison stieg Gulbis wieder in die Tour ein, konnte aber nicht mehr an die Form im Frühjahr anknüpfen und es folgten (bis auf ein Achtelfinale in Cincinnati) eine Reihe von Erst- und Zweitrundenniederlagen. Im Herbst setzte sich diese Tendenz fort und bis auf ein Viertelfinale in Bangkok und ein Achtelfinale in Paris konnte Gulbis kaum reüssieren – allerdings beendete er die Saison auf Platz 24.
Zu Beginn des Jahres 2011 gelangte er in Sydney wieder in ein ATP-Halbfinale, bei den Australian Open scheiterte er dann überraschend deutlich schon in Runde eins an Benjamin Becker. Trotzdem erreichte er Anfang Februar mit Platz 21 seine bislang beste Platzierung in der Weltrangliste. Gulbis setzte daraufhin einige Turniere aus, um sich von einem Atemwegsinfekt zu erholen. Außerdem konnte ihn sein Coach Hernán Gumy aus privaten Gründen nicht mehr zu Turnieren begleiten. Im Frühjahr verzichtete er darauf, seinen Titel in Delray Beach zu verteidigen und startete stattdessen in Dubai, wo er aber schon in der zweiten Runde ausschied. Auch bei den Masters-Turnieren in Indian Wells und Miami drang Gulbis nicht weit ins Feld vor. Er wurde in der Zwischenzeit vom Team Adidas um Darren Cahill betreut. Die Sandplatzsaison musste er auch größtenteils auslassen und konnte somit die guten Leistungen aus dem Vorjahr nicht verteidigen, was einen Absturz im Ranking bedeutete: Mitte Mai lag er nur noch auf Platz 85. Zudem erreichte er weder bei den Grand-Slam-Turnieren in Roland Garros und in Wimbledon noch bei den kleineren Turnieren im Queen’s Club oder in Atlanta die zweite Runde. Damit setzte Gulbis seinen Negativtrend bei Major-Turnieren fort: sein letzter Matchgewinn bei einem Grand-Slam war in Wimbledon im Jahr 2009. Erst in Los Angeles gelang dem Letten die Trendwende: im Viertelfinale schlug er Juan Martín del Potro, im Halbfinale den Lokalmatador Alex Bogomolow und im Finale konnte er sich gegen die amerikanische Nummer eins Mardy Fish durchsetzen und damit seinen zweiten ATP-Titel gewinnen. Gulbis teilte Ende des Jahres mit, dass er wieder mit Gumy arbeiten werde. Davor hatte ihn seit Wimbledon der frühere argentinische Topspieler Guillermo Cañas betreut.

### 2012–2014

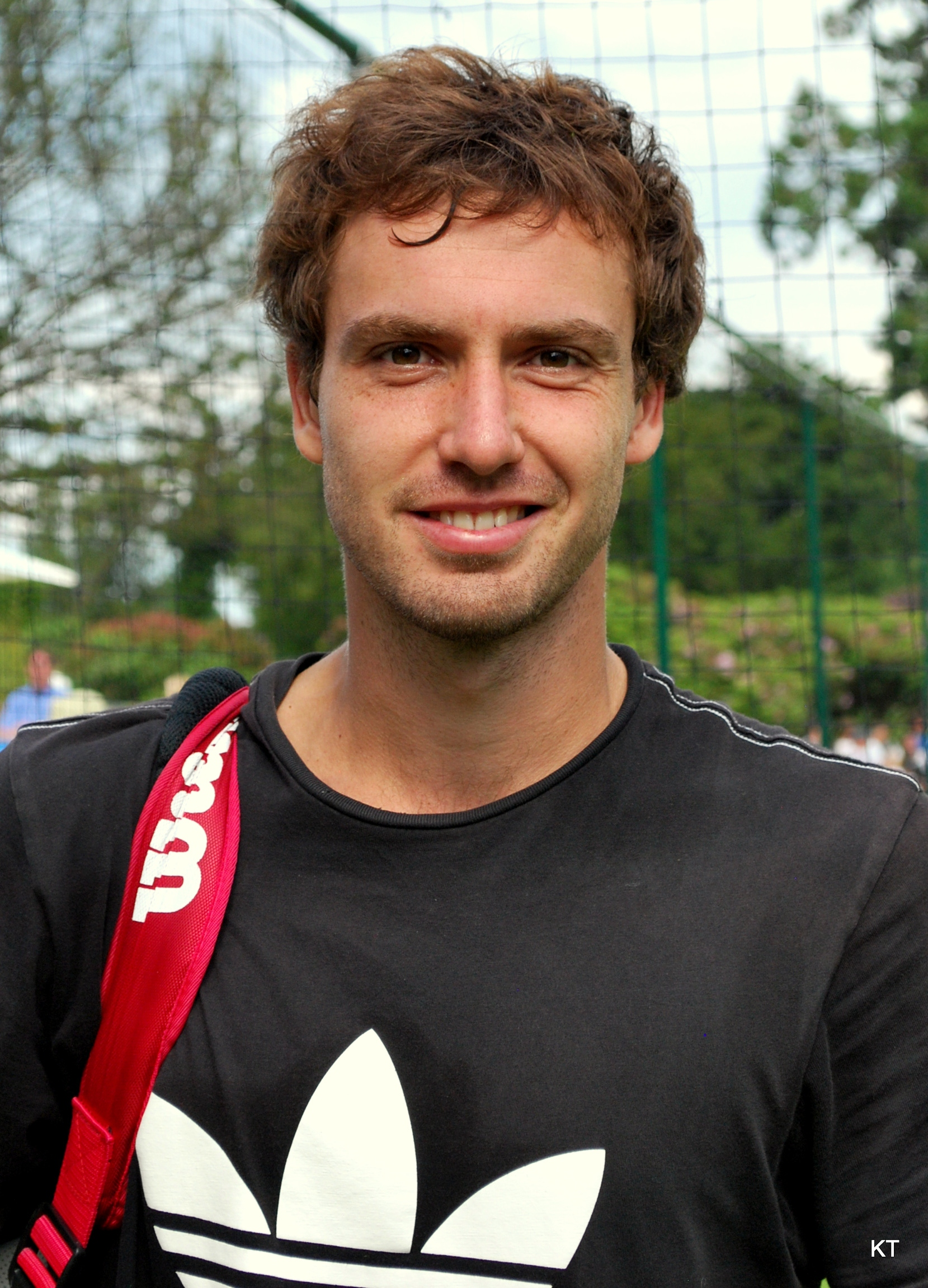
Stoke Park 2012

2012 schied Gulbis bei den ersten Turnieren des Jahres immer in der ersten Runde aus, konnte aber in der Davis-Cup-Kontinentalgruppe II fünf von sechs Einzeln und zwei von drei Doppeln für Lettland gewinnen. Beim Turnier von Delray Beach erreichte er Ende Februar das Viertelfinale. Im Mai wechselte Gulbis den Coach und arbeitete fortan mit dem Österreicher Günter Bresnik zusammen. In Wimbledon besiegte er in der ersten Runde den topgesetzten Tomáš Berdych in drei Sätzen, unterlag in der zweiten Runde danach aber in fünf Sätzen dem Polen Jerzy Janowicz. Ende Juli erreichte Gulbis in Gstaad zum zweiten Mal in diesem Jahr das Viertelfinale eines ATP-Turniers. Bei den US Open erreichte er die zweite Runde, zuvor hatte er Tommy Haas in fünf Sätzen besiegt. Nach einer Knieverletzung trat der Lette im Oktober in Wien mit einer Wildcard an, wo er Janko Tipsarević in der zweiten Runde unterlag. Im November musste er sich beim Challenger-Turnier von Eckental erst im Finale Daniel Brands geschlagen geben. Wegen einer Mandelentzündung konnte Gulbis die verbleibenden zwei Challenger-Turniere des Jahres nicht spielen. Er entschied sich außerdem, die Australian Open 2013 auszulassen, um ausreichend Zeit für die Vorbereitung auf die neue Saison zu haben. Am Jahresende stand er auf Platz 136 der Weltrangliste.
2013 startete Gulbis seine Saison zunächst ohne großen Erfolg auf der ATP Challenger Tour. Im Februar konnte er sich dann bei mehreren ATP-Turnieren für das Hauptfeld qualifizieren. Jeweils in der zweiten Runde unterlag er in Rotterdam bzw. in Marseille. In Delray Beach konnte Gulbis hingegen zum zweiten Mal nach 2010 das Turnier gewinnen. Dadurch machte er 42 Plätze in der Weltrangliste gut und erreichte erstmals seit dem 23. Juli 2012 mit Rang 67 wieder die Top 100. Beim anschließenden Masters von Indian Wells erreichte er als Qualifikant mit Siegen über Feliciano López, Janko Tipsarević und Andreas Seppi das Achtelfinale, wo er nach einer Serie von 13 gewonnenen Matches Rafael Nadal mit 6:4, 4:6 und 5:7 unterlag. In München scheiterte er knapp am späteren Turniersieger Tommy Haas, in Rom unterlag er – nach überstandener Qualifikation – nach gewonnenem ersten Satz erneut Rafael Nadal. In Stuttgart verlor er Anfang Juli im Achtelfinale erneut gegen Tommy Haas. Nach seinem insgesamt vierten Titelgewinn auf der World Tour im September in St. Petersburg kletterte Gulbis auf Rang 27 der Weltrangliste.
Die Saison 2014 begann Gulbis in Doha, wo er dem späteren Turniersieger Rafael Nadal im Viertelfinale unterlag. Bei den Australian Open schied er nach einem Viersatzsieg in der ersten Runde über den Argentinier Juan Mónaco in der zweiten Runde aus. Im Februar gewann Gulbis in Marseille seinen fünften ATP-Titel. An Position drei gesetzt verlor er im gesamten Turnierverlauf nur einen Satz und besiegte unter anderem die Lokalmatadoren und Top-10-Spieler Richard Gasquet sowie Jo-Wilfried Tsonga im Halbfinale und Finale glatt in zwei Sätzen. Während der Vorbereitung auf die French Open gewann Gulbis seinen sechsten Einzeltitel auf ATP-Ebene, als er in Nizza Federico Delbonis in zwei Sätzen besiegte. Die French Open wurden danach zu dem erfolgreichsten Grand-Slam-Turnier seiner Karriere. Im Achtelfinale besiegte er in fünf Sätzen Roger Federer, im Viertelfinale in drei Sätzen Tomáš Berdych. Erst im Halbfinale musste er sich Novak Đoković in vier Sätzen geschlagen geben, konnte sich durch diesen Erfolg aber erstmals kurzzeitig in den Top 10 der Weltrangliste platzieren und fast ein Jahr lang in den Top 20 halten. Im Verlauf des weiteren Jahres erreichte er außerdem das Halbfinale der Turniere von Kuala Lumpur und Moskau auf der ATP Tour 250.

### Ab 2015
Das Jahr 2015 begann enttäuschend für Gulbis. Bis zu den French Open konnte er bei zwölf Turnieren nur zwei Partien gewinnen. Da er auch in Paris in der zweiten Runde ausschied und seine Punkte durch den Halbfinaleinzug des Vorjahres somit nicht verteidigen konnte, stürzte er in der Weltrangliste nach dem Turnier von Platz 29 auf Platz 87 ab. Nur bei zwei Turnieren des restlichen Jahres war Gulbis erfolgreich. Beim Masters in Montreal im August kam er ins Viertelfinale, wo er gegen Novak Đoković ausschied. In der ersten Runde hatte er zuvor im vierten Aufeinandertreffen erstmals Dominic Thiem besiegt. Beim Turnier von Wien im Oktober erreichte er außerdem das Halbfinale.
2016 gab Gulbis die Trennung von seinem Coach Günter Bresnik bekannt, da dieser nach seinem Ermessen Dominic Thiem zu viel Zeit widme und er gerne einen Trainer hätte, der 100-prozentig für ihn da sei. Bei den French Open war Gulbis wieder erfolgreicher als im Jahr zuvor und erreichte diesmal das Achtelfinale. Ab August 2016 spielte der Lette verletzungsbedingt jedoch über ein halbes Jahr lang keine Turniere, sodass er in der Weltrangliste aus den Top 100 fiel. Ab Februar 2017 musste er deshalb wieder in der Qualifikation vieler Turniere antreten, die er häufig nicht überstand. In Wimbledon kam er im Juli – mittlerweile auf Platz 589 zurückgefallen – bis in die dritte Runde, wo er erneut Novak Đoković unterlag. In Gstaad erreichte er drei Wochen später zudem das Viertelfinale. Durch einige erfolgreichere Challenger-Turniere und das Erreichen der zweiten Runde bei den French Open im Mai hatte sich Gulbis bis Ende Juli 2018 wieder auf Platz 138 nach vorne gearbeitet. In Wimbledon 2018 gewann er nach erfolgreicher Qualifikation die ersten drei Runden jeweils in fünf Sätzen, in der dritten Runde gegen den Weltranglisten-3. Alexander Zverev. Im Achtelfinale unterlag er nach gewonnenem ersten Satz in vier Sätzen dann Kei Nishikori. Im Oktober kam er – nach einem Halbfinalsieg gegen den topgesetzten John Isner – außerdem in Stockholm bis ins Finale, wo er in zwei Sätzen Stefanos Tsitsipas unterlag. Das Jahr 2019 war von vielen Erstrunden-Niederlagen oder dem Ausscheiden in der Qualifikation geprägt. Erst bei den Australian Open 2020 war Gulbis wieder erfolgreicher, als er in die dritte Runde kam und in der ersten Runde den Top-30-Spieler Félix Auger-Aliassime in vier Sätzen geschlagen hatte. Im März konnte er beim Challenger-Turnier von Pau erstmals seit fast sechs Jahren wieder ein Turnier gewinnen und kam damit wieder in die Top 200.

## Erfolge
| Legende (Anzahl der Siege)  |
| Grand Slam                  |
| ATP World Tour Finals       |
| ATP World Tour Masters 1000 |
| ATP World Tour 500          |
| ATP World Tour 250 (8)      |
| ATP Challenger Tour (8)     |

| Titel nach Belag |
| Hartplatz (6)    |
| Sand (2)         |
| Rasen (0)        |

### Einzel

#### Turniersiege

##### ATP World Tour
| Nr. | Datum              | Turnier          | Belag         | Finalgegner            | Ergebnis      |
| --- | ------------------ | ---------------- | ------------- | ---------------------- | ------------- |
| 1.  | 28. Februar 2010   | Delray Beach (1) | Hartplatz     | Ivo Karlović           | 6:2, 6:3      |
| 2.  | 31. Juli 2011      | Los Angeles      | Hartplatz     | Mardy Fish             | 5:7, 6:4, 6:4 |
| 3.  | 3. März 2013       | Delray Beach (2) | Hartplatz     | Édouard Roger-Vasselin | 7:63, 6:3     |
| 4.  | 22. September 2013 | St. Petersburg   | Hartplatz (i) | Guillermo García López | 3:6, 6:4, 6:0 |
| 5.  | 23. Februar 2014   | Marseille        | Hartplatz (i) | Jo-Wilfried Tsonga     | 7:65, 6:4     |
| 6.  | 24. Mai 2014       | Nizza            | Sand          | Federico Delbonis      | 6:1, 7:65     |

##### ATP Challenger Tour
| Nr. | Datum         | Turnier  | Belag         | Finalgegner            | Ergebnis       |
| --- | ------------- | -------- | ------------- | ---------------------- | -------------- |
| 1.  | November 2006 | Eckental | Teppich (i)   | Philipp Petzschner     | 6:3, 6:0       |
| 2.  | Februar 2007  | Besançon | Hartplatz (i) | Édouard Roger-Vasselin | 6:4, 3:6, 6:4  |
| 3.  | März 2007     | Sarajevo | Hartplatz(i)  | Jan Mertl              | 4:6, 6:4, 7:62 |
| 4.  | Oktober 2007  | Mons     | Hartplatz (i) | Kristof Vliegen        | 7:5, 6:3       |
| 5.  | 1. März 2020  | Pau      | Hartplatz (i) | Jerzy Janowicz         | 6:3, 6:4       |

#### Finalteilnahmen
| Nr. | Datum            | Turnier   | Belag         | Finalgegner        | Ergebnis |
| --- | ---------------- | --------- | ------------- | ------------------ | -------- |
| 1.  | 21. Oktober 2018 | Stockholm | Hartplatz (i) | Stefanos Tsitsipas | 4:6, 4:6 |

### Doppel

#### Turniersiege

##### ATP World Tour
| Nr. | Datum          | Turnier      | Belag     | Partner          | Finalgegner                    | Ergebnis         |
| --- | -------------- | ------------ | --------- | ---------------- | ------------------------------ | ---------------- |
| 1.  | 14. April 2008 | Houston      | Sand      | Rainer Schüttler | Pablo Cuevas Marcel Granollers | 7:5, 7:63        |
| 2.  | 18. Juli 2009  | Indianapolis | Hartplatz | Dmitri Tursunow  | Ashley Fisher Jordan Kerr      | 6:4, 3:6, [11:9] |

##### ATP Challenger Tour
| Nr. | Datum        | Turnier     | Belag         | Partner        | Finalgegner                          | Ergebnis          |
| --- | ------------ | ----------- | ------------- | -------------- | ------------------------------------ | ----------------- |
| 1.  | Juli 2006    | Oberstaufen | Sand          | Mischa Zverev  | Teodor-Dacian Crăciun Gabriel Moraru | 6:1, 6:1          |
| 2.  | Oktober 2006 | Aachen      | Teppich (i)   | Mischa Zverev  | Tomasz Bednarek Irakli Labadse       | 6:75, 6:4, [10:8] |
| 3.  | März 2007    | Sarajevo    | Hartplatz (i) | Deniss Pavlovs | Jan Mertl Lukáš Rosol                | 6:4, 6:3          |